# Назаренко, Екатерина Александровна
Екатерина Александровна Назаренко (1916 год, Туркестанский край, Российская империя — ?, Казахская ССР, СССР) — колхозница, Герой Социалистического Труда (1948).

## Биография
Родился в 1916 году. В 1932 году вступила в колхоз «Новый путь» Меркенского района Джамбульской области. В 1946 году была назначена звеньевой свекловодческого звена.
В 1947 году свекловодческое звено, которым руководила Екатерина Назаренко, собрало по 825 центнеров сахарной свёклы с площади в 2 гектара. За этот доблестный труд она была удостоена в 1948 году звания Героя Социалистического Труда.

## Награды
- Герой Социалистического Труда — Указом Президиума Верховного Совета от 28 марта 1948 года.
- Орден Ленина (1948);